# De Sfinx

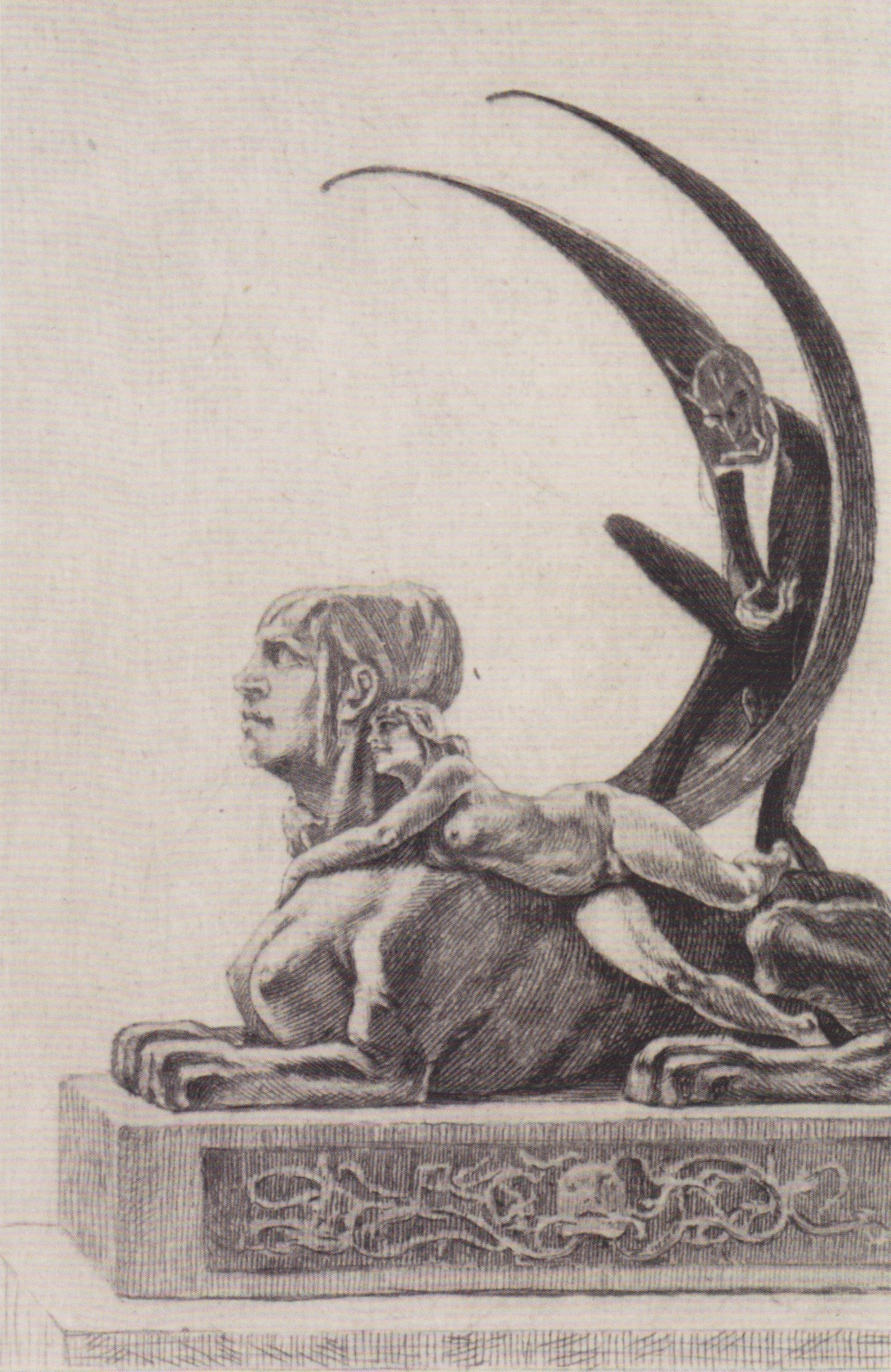
De Sfinx, fotogravure van de gekleurde tekening

De Sfinx (Frans: La Sphinge) is een tekening uit 1882 van de Belgische graficus, kunstschilder en karikaturist Félicien Rops. De Sfinx is de enige tekening in kleur voor de reeks Les Diaboliques die tot op heden bekend is. Rops maakte dit werk in opdracht van uitgever Lemerre in Parijs.

## Iconografie
De Sfinx toont de relatie die Satan heeft met een verdorven vrouw. De vrouw wordt afgebeeld in een innige omhelzing met de stenen sfinx terwijl Satan gekleed is als een 19e-eeuwse dandy. De sfinx is de incarnatie van de fatale en wrede vrouw. Het werk van Jules Barbey d’Aurevilly is karakteristiek voor de toenmalige tijdsgeest die een vrouw in zijn uitgave voorstelt, bereid om het kwade te ondergaan terwijl de duivel toekijkt. Rops vertaalt dit in een technisch hoogstaande tekening die symbolisch geladen is.

## Achtergrond
De tekening was bedoeld om de heruitgave te illustreren van de negen novellen van Les Diaboliques (De Duivelse Vrouwen). De eerste publicatie ervan, door Jules Barbey d'Aurevilly in 1874, werd in beslag genomen en vernietigd omdat ze als verderfelijk en choquerend werd ervaren. Rops las aandachtig elk verhaal en inspireerde zich erdoor, om zo elke afbeelding de geest van de tekst te laten weergeven.

## Locatie
De Sfinx werd in 2016 aangekocht door het Erfgoedfonds van de Koning Boudewijnstichting en wordt tentoongesteld in het Musée Félicien Rops te Namen.